# Obducció
Una obducció és una deformació poc freqüent de l'escorça terrestre, que apareix quan una placa oceànica i una placa continental xoquen. A diferència de la subducció, aquest fenomen recobreix una placa continental formant una serralada. Un exemple d'obducció es trobaria a l'illa de Xipre.